# Paraliparis edwardsi
Paraliparis edwardsi är en fiskart som först beskrevs av Vaillant, 1888.  Paraliparis edwardsi ingår i släktet Paraliparis och familjen Liparidae. Inga underarter finns listade i Catalogue of Life.